# Jean-Michel Peretti
 (novembre 2007).
Si vous disposez d'ouvrages ou d'articles de référence ou si vous connaissez des sites web de qualité traitant du thème abordé ici, merci de compléter l'article en donnant les références utiles à sa vérifiabilité et en les liant à la section « Notes et références ».
Pour les articles homonymes, voir Peretti.
Jean-Michel Peretti est un artiste-peintre, né à Paris en 1951. Il a installé son atelier dans le village de Beaumont-lès-Valence, dans la Drôme.

## Biographie
Peretti est un peintre autodidacte qui a été influencé par l’École espagnole (Cotan, Melendez, Ribera…) ainsi que par les aquarellistes anglais (Girtin, Turner…) et des peintres tels que Caravage, Heda, Chardin…[réf. nécessaire]
La première période de Peretti a été consacrée aux natures mortes lumineuses et aux compositions florales.[réf. nécessaire]

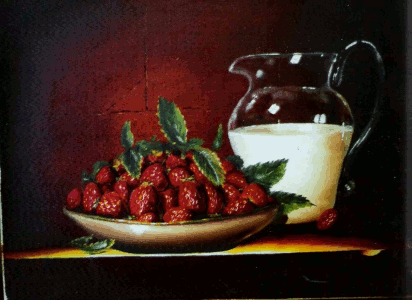
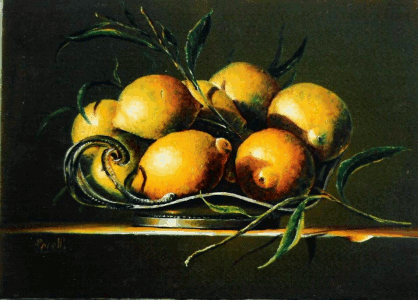
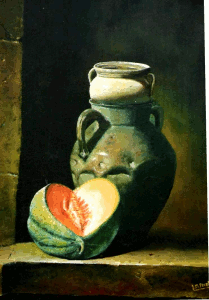
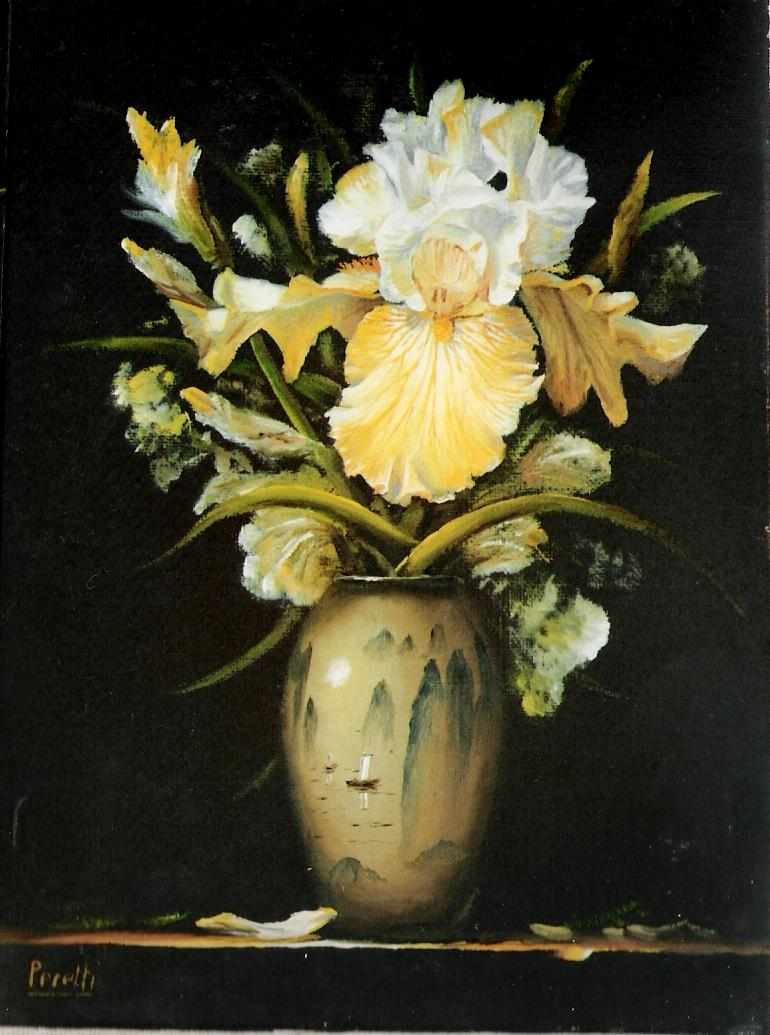

Cette peinture a été résumée ainsi :
« La peinture de Peretti s'enracine dans la tradition antique de la vision poétique d'un monde tranquille et immobile. Elle nous séduit et donne à rêver… »  
La deuxième période de Peretti est consacrée aux paysages lumineux traités d'une façon originale et plus contemporaine.[réf. nécessaire]

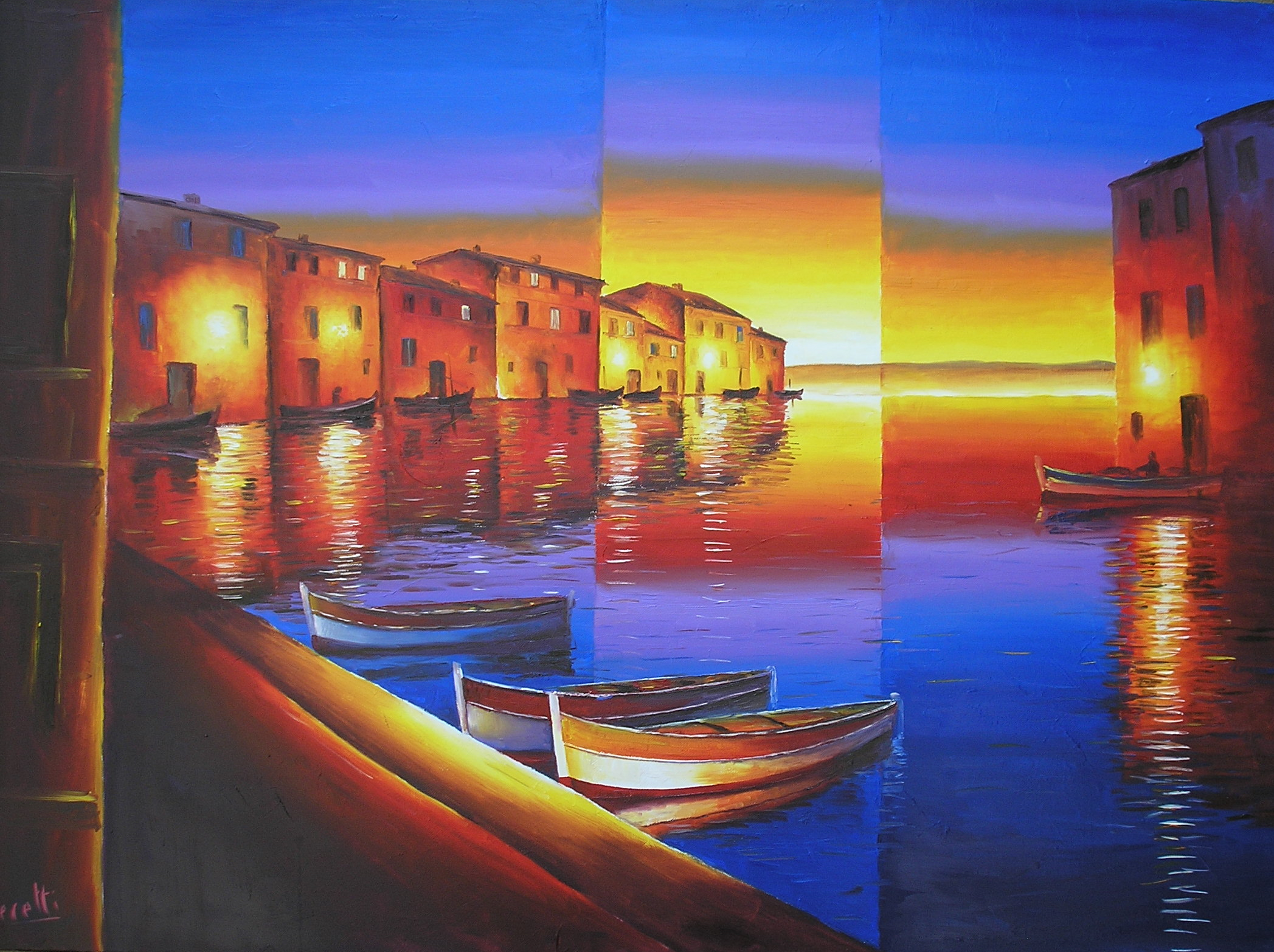
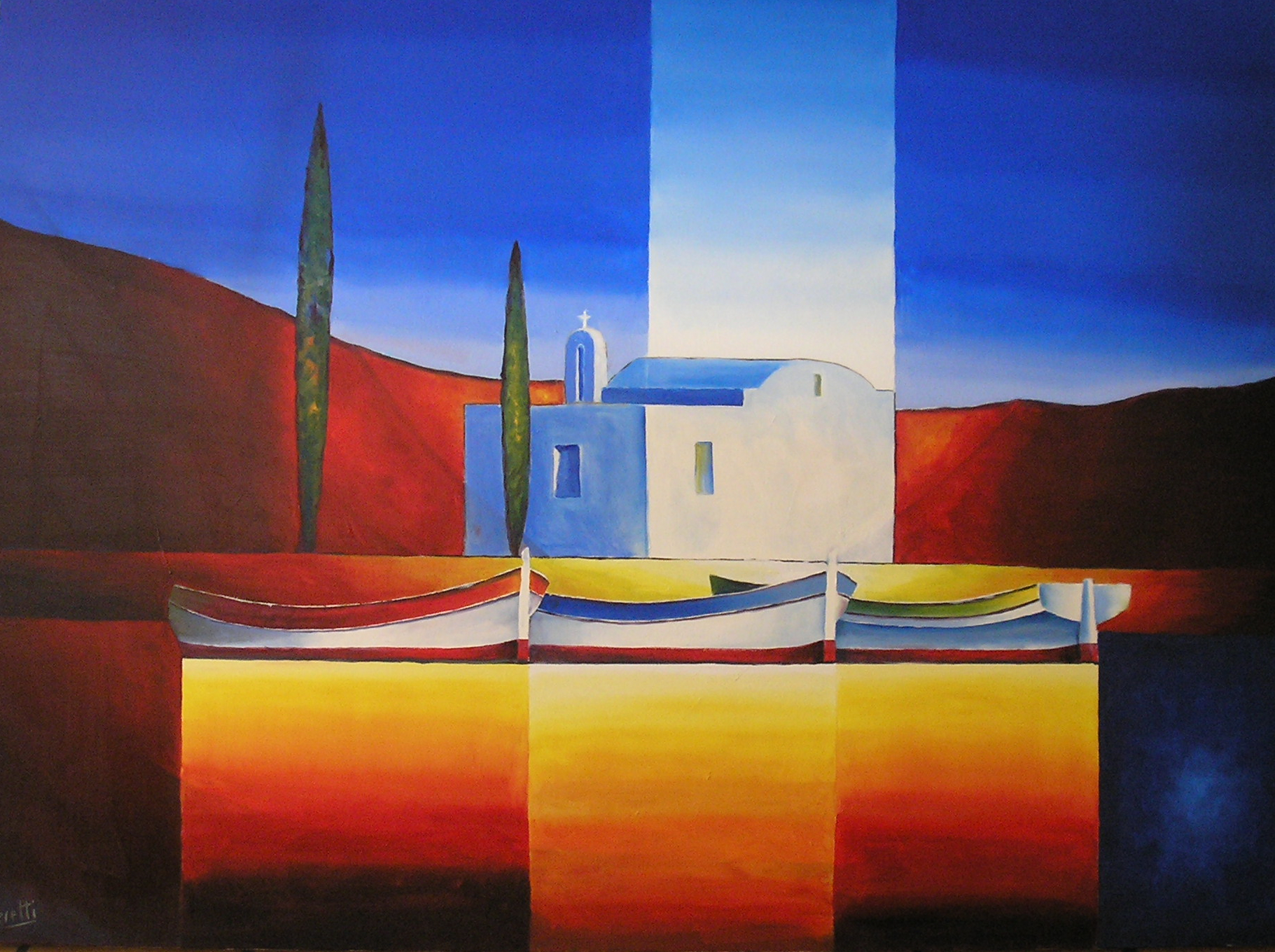
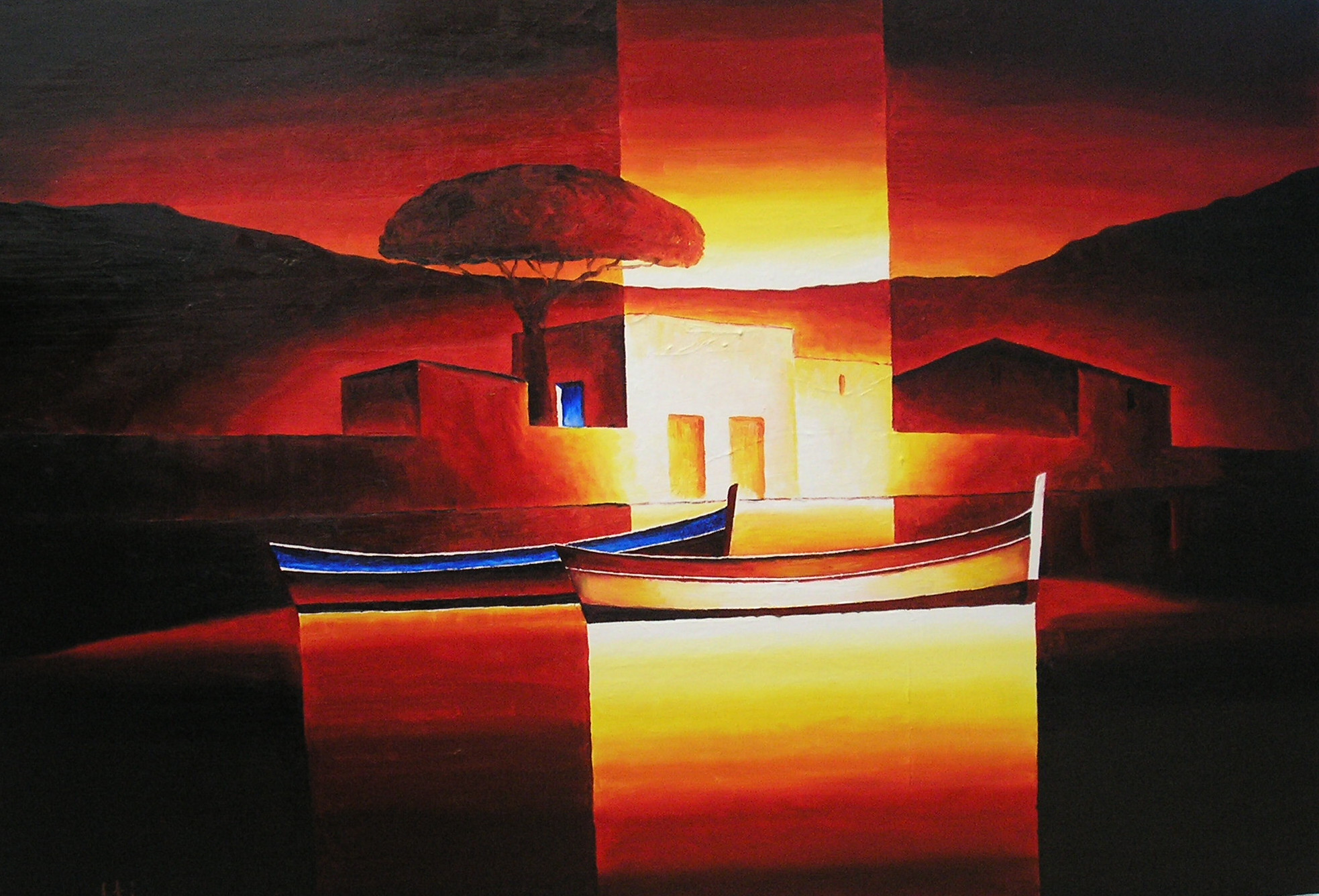
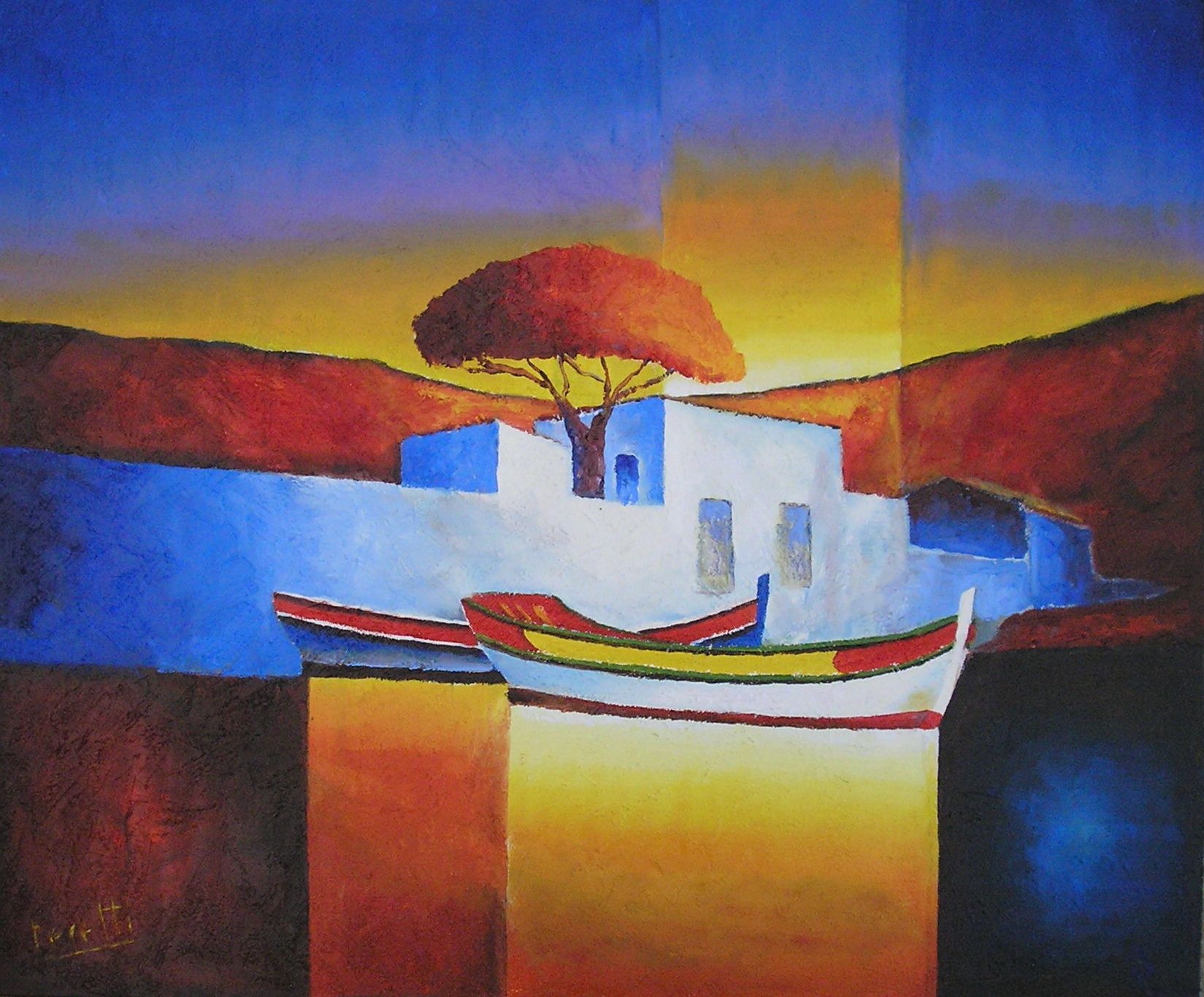

Il a reçu plusieurs prix lors de différents salons
Peretti est répertorié au Dictionnaire Bénézit.